# Jan-Erik Leinhos
Jan-Erik Leinhos (* 14. Mai 1997 in Felsberg) ist ein deutscher Fußballspieler.

## Karriere
In der Jugend spielte er bis zur U17 beim KSV Baunatal. Danach wechselte er zu Hessen Kassel, wo er ebenfalls erst einmal weiter in der U17 aktiv war. Zur Saison 2016/17 rückte er dann fest in die zweite Mannschaft vor und kam hier zu einigen Einsätzen in der Verbandsliga Hessen-Nord. Nachdem er in dieser Saison auch schon einmal für die erste Mannschaft spielen durfte, wurde er dann in der darauffolgenden Saison 2017/18 auch häufiger eingesetzt.
Nach dieser Spielzeit stieg seine Mannschaft in die Hessenliga ab und ihn zog es in die USA, wo er während seines Studiums für die Marshall Thundering Herd spielte. Während der Semesterferien kam er dann im Oktober 2020 noch zu einem einzigen Ligaeinsatz für seinen Jugendklub, die nun wieder in der Regionalliga Südwest spielten.
Nach dem Abschluss seines Studiums bekam er beim USLC-Franchise Louisville City nach einem erfolgreichen Probetraining einen Vertrag. Am Ende der Saison 2022 kam er hier auf vier Einsätze, wonach sein Vertrag dann auch aufgelöst wurde. Ende Dezember 2022 unterschrieb er für die Saison 2023 dann einen Vertrag beim USL League One Franchise One Knoxville SC.